# Vallinco
Ne pas confondre avec Viggiano, piève comprenant notamment Propriano et Fozzano, parfois appelée à tort Vallinco.
Vallinco (en corse : Vaddincu [vadˈdiŋku]) est une ancienne piève de Corse. Située dans le sud de l'île, elle relevait de la province de Sartène sur le plan civil et du diocèse d'Ajaccio sur le plan religieux.
Parfois écrit avec un seul « l » en dépit de son étymologie, Vallinco s'identifie à la piève de Valle des documents médiévaux jusqu'à sa disparition à la fin du XVIIIe siècle et a donné son nom à un canton au XIXe siècle. Olmeto en était le chef-lieu.

## Géographie

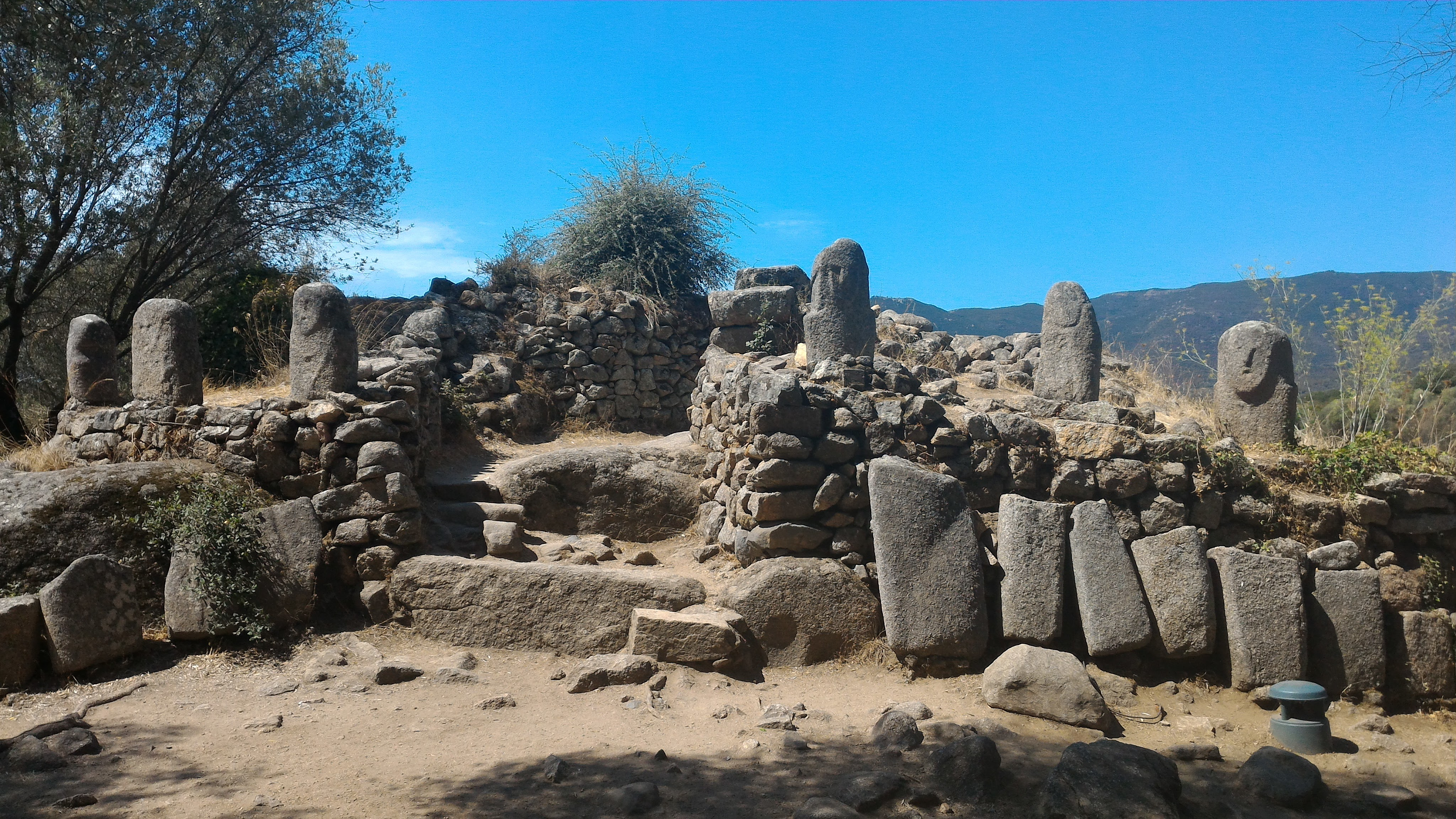
Site archéologique de Filitosa dans la plaine de Sollacaro.

### Situation et relief
Vallinco désigne la rive gauche de la basse vallée du Taravo. Le territoire est ceint au nord et à l'ouest par le Taravo qui la sépare de la piève d'Ornano et à l'est par l'ancienne piève d'Istria qui remonte le cours du Taravo ; au sud il s'étend au sud jusqu'au golfe de Valinco.

### Composition
La piève de Vallinco désigne les territoires des communes de :
- Casalabriva ;
- Sollacaro ;

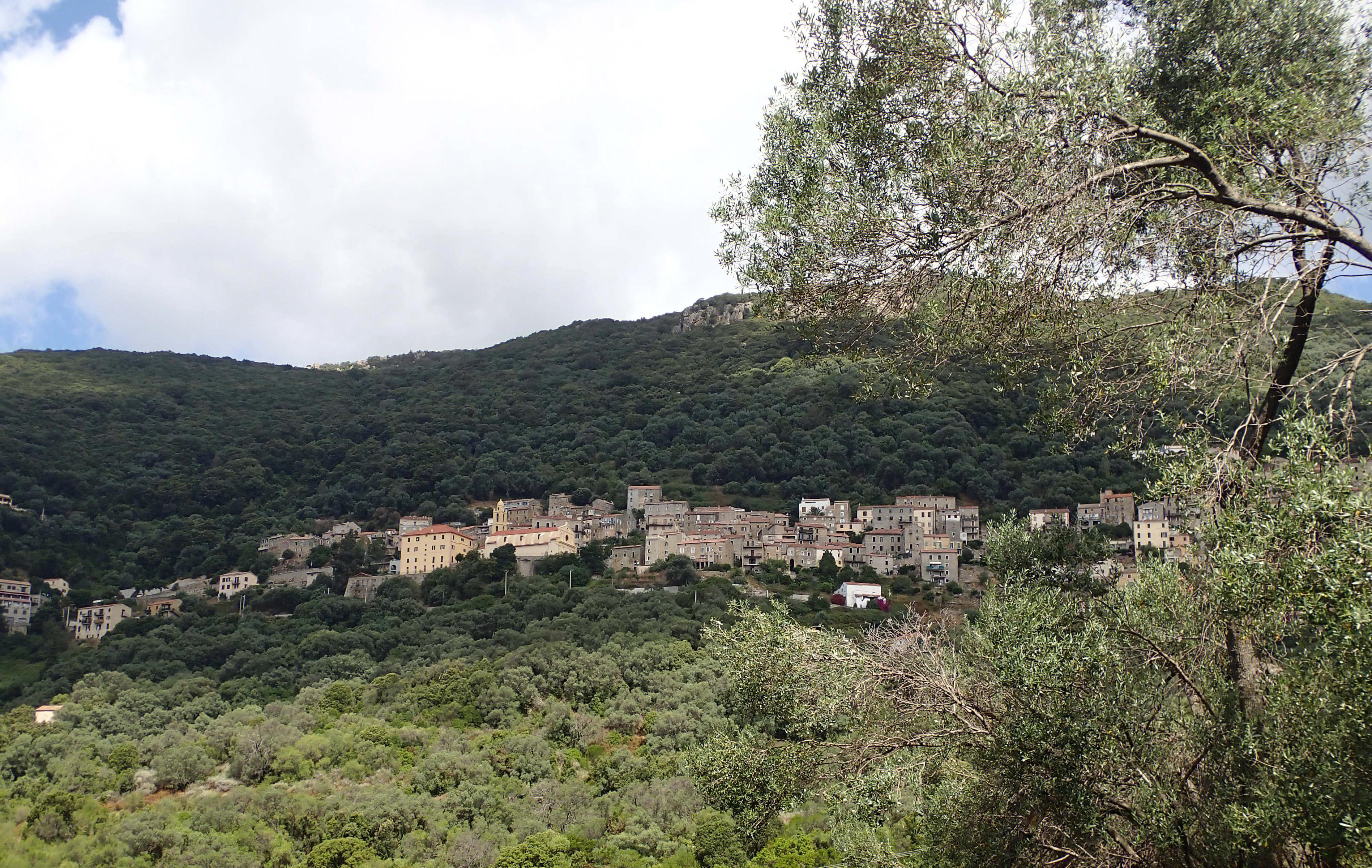
Olmeto.
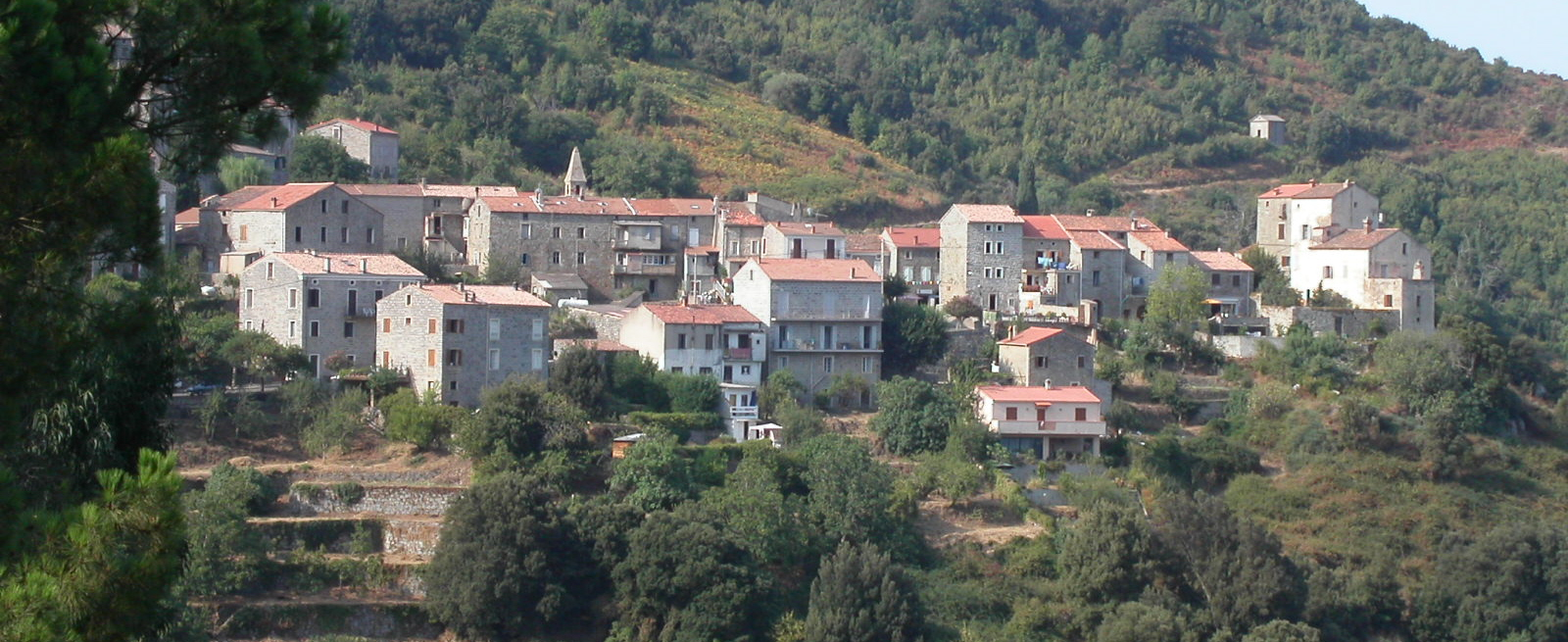
Sollacaro.
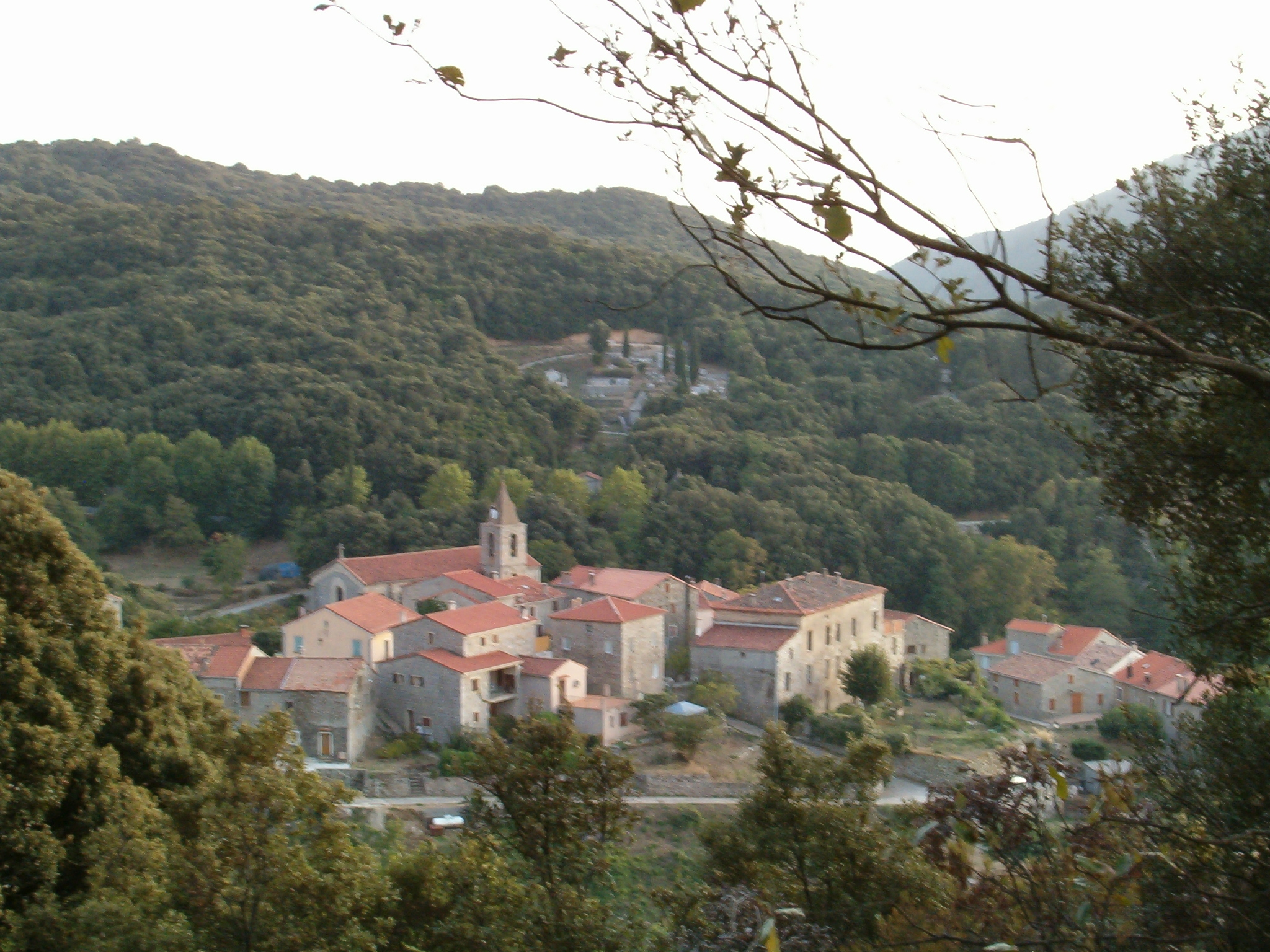
Casalabriva.

- Olmeto.
- Sollacaro.
- Casalabriva.

### Pièves limitrophes
La piève de Vallinco a pour pièves voisines :

### Histoire
Au XVIe siècle vers 1520, le fief d'Istria était divisé en deux pièves : Valle et Cruscaglia. 
La piève de Valle avait pour lieux habités :
- Istria
- l’Ulmeto : Olmeto ;
- Calvese : Calvese, hameau de Sollacaro ;
- Solagaro : Sollacaro ;
- Casalabruna : Casalabriva.

Le 15 mai 1768, par le traité de Versailles, Gênes charge la France d’administrer et de pacifier la Corse. Passant sous administration militaire française, le fief d'Istria est dissous et les pièves civiles de Cruscaglia et de Valle sont fusionnées par arrêté du Conseil d'État le 2 novembre 1771 pour former la piève d'Istria. Celle-ci devient en 1790 le canton d'Istria, lui-même démembré en 1793 et réparti entre deux nouveaux cantons :
- canton de Taravo formé d'Argiusta-Moriccio, Calvese, Casalabriva, Moca-Croce, Olivese, Petreto-Bicchisano et Sollacaro ;
- canton de Vallinco formé avec Olmeto et les communes du canton de Viggiano.